# 津市消防本部
津市消防本部（つししょうぼうほんぶ）は、三重県津市の消防部局（消防本部）。

## 沿革
- 2006年1月1日　津市・久居市・安芸郡河芸町・芸濃町・美里村・安濃町・一志郡香良洲町・一志町・白山町・美杉村が新設合併し、新・津市が発足する。
  - 津市消防本部と久居地区広域消防組合を統合して、新・津市消防本部を開設する。
- 2011年3月11日　東日本大震災の発生で緊急消防援助隊の三重県隊として宮城県仙台市に災害派遣される。
- 2013年4月1日　久居消防署に高度救助隊を設置する。
- 2023年12月　救急態勢が手薄になった消防署・分署のエリアに移動して待機する「機動的救急隊」を新設[1]。
- 2024年12月 機動的救急隊を２隊に増隊[1]。

## 組織
- 本部 - 消防総務課、予防課、消防救急課、通信指令課
- 消防署

## 主力機械
2024年4月1日現在
- 水槽付消防ポンプ自動車：17
- 水槽付小型消防ポンプ自動車：2
- 梯子付消防自動車：1
- 梯子付消防ポンプ自動車：1
- 化学消防ポンプ自動車：2
- 救助工作車：2
- 指揮車：2
- 指揮広報車：14
- 資機材搬送車：9
- 救急自動車：17
- 支援車：4
- 人員搬送車：1
- 予防活動車：8
- 拠点機能形成車:1
- その他：6

※津市消防本部では地域特性（道が入り組んで狭い）等から、1988年から独自にオリジナルの小型消防車・装備の開発を行っており、消防関係者の間では「津消式」として知られている。しかし総務省（旧自治省）の規格外のため国庫補助が受けられず、100％市の予算で購入されていたが、最近は緊急消防援助隊に登録したことにより国庫補助が増額したことや技術の進歩に伴い、旧津市の区域を管轄する中消防署・北消防署でも総務省の規格に沿った一般的な消防車が導入されたため、「津消式」消防車は減少。

## 消防署
| 消防署     | 住所            | 画像               | 分署                                        | 分遣所                 |
| ---------- | --------------- | ------------------ | ------------------------------------------- | ---------------------- |
| 中消防署   | 寿町14-20       | 画像をアップロード | 西：一色町257 安濃：安濃町川西2097          | なし                   |
| 北消防署   | 栗真中山町816-2 |                    | 河芸：河芸町上野3824 芸濃：芸濃町椋本6136-1 | なし                   |
| 久居消防署 | 久居明神町2276  |                    | 南：雲出本郷町1631-10 美里：美里町三郷372-1 | 香良洲：香良洲町1862-1 |
| 白山消防署 | 白山町南家城294 |                    | 一志：一志町田尻345-1 美杉：美杉町奥津910-1 | なし                   |